# Drinovec
Drinovec je priimek v Sloveniji, ki ga je po podatkih Statističnega urada Republike Slovenije na dan 1. januarja 2010 uporabljalo 140 oseb in je med vsemi priimki po pogostosti uporabe uvrščen na 3.201. mesto.

## Znani nosilci priimka
- Aleš Drinovec, šahist, publicist, mednarodni šahovski sodnik
- Barbara Drinovec Drnovšek (* 1971), matematičarka, univ. prof. (FMF)
- Boris Drinovec, domobranski poročnik
- Borut Drinovec, ime več oseb
- Boštjan Drinovec (* 1973), kipar
- Jaka Drinovec (* 2005), smučarski skakalec
- Janez Drinovec, kolesar
- Jože Drinovec, ime več oseb
- Luka Drinovec, ime več oseb
- Matej Drinovec (* 1991), kolesar
- Mitja Drinovec (* 1996), biatlonec
- Urša Toman Drinovec (* 1972), kiparka